# Antònia Guitart Orriols
Antònia Guitart Orriols (Berga, ? - Manresa, 29 de marzo de 1960) fue una colaboradora activa de la resistencia antifranquista del maquis en la comarca del Bages.

## Biografía
Nacida en Berga, se casó muy joven con Joan Bonet Casals, capataz de obra en la construcción de la carretera de Berga a Bagà. Tuvieron tres hijos, Ramona, Miquel y Florentina. En 1925 la familia se trasladó a Manresa, donde vivieron en el barrio del Guix y los hijos encontraron trabajo en el sector textil.
Uno de sus hijos, Miquel Bonet Guitart, fue tejedor en la fábrica Bertrand y Serra. Se casó con María Guitart Cardó, y Ramona con Pere Obiols Ribó. Todos ellos estaban muy politizados y comprometidos con el movimiento anarcosindicalista.
Una vez terminada la guerra civil e iniciada la resistencia antifranquista, Antònia Guitart hizo de su casa un refugio seguro para los compañeros de lucha, como por ejemplo Marcel·lí Massana, amigo de la infancia y pariente lejano de su hijo Miquel y otros.
El mayo de 1949, acogió a Josep Sabaté, hermano de Quico Sabaté, curándole las heridas que recibió en un enfrentamiento con la Guardia Civil en Hospitalet de Llobregat. También ayudó al guerrillero Francesc Denís Díez «el Catalán», que más tarde fue interceptado por la Guardia Civil cerca de Gironella y se suicidó el 3 de junio en el cuartel de Sellent, ingiriendo una cápsula de cianuro que siempre llevaba escondida en un botón de la ropa, para evitar las torturas y delatar a los compañeros.
Mientras el hijo Miquel, y el marido de su hija Ramona, Pere Obiols, expertos pasadores y guías fronterizos, conducían grupos de tráfico por las montañas, Antònia salía sola de madrugada con un pañuelo en la cabeza, cargada con un fardo y un cesto; seguía el curso del río Llobregat, pasaba los «tres saltos» y se adentraba a la riera de St. Esteve, y en los escondrijos convenidos, dejaba las provisiones y los mensajes que llevaba para «sus chicos». Antònia Guitart era menuda, vigorosa y valiente, tenía 70 años y se arriesgaba mucho, pero cuando los hijos lo advertían, ella replicaba «haced vuestro trabajo, que yo hago el mío, vale más que me cojan a mí que a vosotros».
El año 1951 la guardia civil se presentó por sorpresa en «la Torre del Secundino» (la actual calle Segre, del término municipal de Manresa) en el piso donde vivían el hijo de Antònia, Miquel Bonet, su esposa María, sus hijos pequeños Estanislau y Josep, y su hermana Florentina, buscaban a Marcel·lí Massana y un supuesto arsenal de armas, lo registraron todo y no encontraron nada, pero detuvieron a toda la familia, incluido Joan Bonet, el marido de Antònia. Fueron trasladados a la Prisión Modelo de Barcelona, a excepción del niño Josep, que temporalmente estaba en casa de la abuela materna en San Fructuoso de Bages. Permanecieron dos semanas encarcelados sin pruebas hasta que el cura de la prisión intercedió para que fueran liberados. Mientras tanto los presos habían hecho un camión de juguete para el niño, en el cual hicieron salir un mensaje al exterior, que sirvió para salvar a una persona que podía ser ejecutada en el Campo de la Bota.
Antònia Guitart Orriols murió de cáncer en Manresa, el día 29 de marzo de 1960. Sus hijos, Miquel, Ramona, Florentina y su nieto Estanislau, mantuvieron siempre sus ideales y siguieron luchando a las filas de la CNT.

## Reconocimiento
El 13 de junio de 2015, en el acto de investidura de la alcaldía de Manresa, los tres regidores de la CUP votaron de forma simbólica a favor de dos mujeres obreras, una de ellas Antònia Guitart, y de un joven muerto bajo custodia policial, para «dar nuestros votos a personas que simbolicen las luchas sociales de la ciudad, ciudadanas invisibilizadas con una historia digna de ser conocida», explicó Jordi Masdeu, candidato a la alcaldía. Sus votos fueron declarados nulos.